# Министерство внутренних дел Бахрейна
Министерство внутренних дел Бахрейна (англ. Interior Ministry of Bahrain) отвечает за обеспечение правопорядка и общественной безопасности в Бахрейне. Штаб-квартира находится в Диван Форт (также известный как Форт Манама) в Манаме, в народе его также называют "аль-галь'aa". Текущим министром внутренних дел является генерал-лейтенант шейх Рашид бин Абдулла Аль Халифа, который руководит ведомством с 2004 года. Он является членом королевской семьи Аль Халифа и двоюродным братом короля Хамада.
По официальным данным, сорок процентов сотрудников Министерства внутренних дел не являются бахрейнскими гражданами в то время как большая часть, как полагают, являются недавно натурализованными гражданами.

## История
До 1925 года внутренние правила (законы) в Королевстве были сосредоточены на методах поощрения, основанными на приверженности исламскому ритму жизни, унаследованному истинными древними арабскими традициями.
Охрана правопорядка была возложена на некоторых членов общины, которые не имели отличительной формы одежды, но носили огнестрельное оружие, известное как «Наватир». Обучение и непосредственный контроль за действиями сотрудников правопорядка Бахрейна в то время осуществлял мудрый и храбрый человек, занимавший высокое положение в обществе под именем Эмир Наватира, которого назначал правитель страны.
В соответствии с модернизацией и изменениями в общественной жизни Королевства были созданы регулярные вооруженные, обученные и должным образом оснащенные полицейские силы. Результатом проведенной реформы стало то, что полицейская организация стала успешно выполнять задачи по обеспечению безопасности, необходимые в повседневной жизни Бахрейна.
Обретение независимости этим островным государством повлекло за собой период развития и модернизации. С тех пор как к власти пришла династия Аль-Халифа, в стране наметился всеобъемлющий прогресс.
Модернизация затронула научную конъюнктуру полиции Бахрейна. На сегодняшний день полиция использует научно доказанные программы, современные методы, а также самое современное оборудование в области предупреждения, контроля и расследования преступлений. Всё это позволило перевести полицию Королевства из её местного ареала и ориентации в отношения сотрудничества с соседними братскими арабскими государствами.
Процесс развития и совершенствования полицейского аппарата в Бахрейне, как и в других странах мира, является постоянным и непрерывным.
После обретения независимости Бахрейном, когда полиция стала развиваться, выяснилось, что главное препятствие, с которым ей приходилось сталкиваться, — это недоверие населения к солдатам правопорядка. Прошло много времени, прежде чем граждане стали замечать, что полиция действует не так, как в прошлом. Стражи правопорядка в свою очередь стали внимательнее к гражданам страны.
Согласно комплексному плану реорганизации деятельности полиции были созданы управления по связям с общественностью, государственной безопасности и уголовным расследованием, а по всему Бахрейну построены современные полицейские участки. Службы гражданской обороны и пожарные службы объединили под руководством муниципальных органов власти. Также произошли и другие позитивные изменения, например в отделе связи. Были созданы центры для несовершеннолетних, принят новый лозунг, что полиция выступает за «государственную службу». Кроме того, создано больше учреждений, возглавляемых полицией «Наджды» для оказания социальных и гуманитарных услуг гражданам. В то же время полиция Королевства стремится повысить профессиональные стандарты для офицеров и других чинов полиции, сосредоточившись на преподавании социальных и гуманитарных наук, а также повышения эффективности полицейских и общественных служб в гуманитарной сфере, чтобы добиться большего доверия, поддержки и сотрудничества со стороны граждан.

## Подготовка сотрудников полиции
В настоящее время базовая, первоначальная полицейская подготовка для офицеров проводится в Бахрейне в течение шести месяцев. В данный период времени курсанты обучаются законам, правилам и приказам. По окончании базовой подготовки они получают звание помощника младшего лейтенанта, им гарантировано – разумеется, при строгом выполнении определенных предписаний – продвижение по карьерной лестнице согласно вакансиям. В 1969 году Министерство внутренних дел Бахрейна в соответствии с межправительственными соглашениями по охране общественного порядка направило несколько курсантов полиции, после завершения базовой подготовки, в различные страны Совета сотрудничества арабских государств Персидского Залива и Иорданию.
Управление по обучению полиции Королевства осуществляет руководство различными местными и зарубежными учебными тренингами и программами в соответствии с годовыми учебными планами. Организация физической подготовки на местном уровне проводится в Учебном Институте общественной безопасности, а теоретические программы осваиваются в сотрудничестве с Университетом Бахрейна, Бюро гражданской службы и различными управлениями Министерства внутренних дел.
Сотрудники полиции, если их набирают в качестве курсантов, после базовой подготовки в территориальных органах направляются в учебные и образовательные центры, расположенные в странах Персидского залива и Иордании. Они обучаются в таких престижных образовательных учреждениях, как Колледж безопасности короля Фахда – Саудовская Аравия, Кувейтский полицейский колледж, Колледж полиции Дубая, Полицейский колледж Абу-Даби и Королевская полицейская академия в Иордании. Курсанты обязаны получить степень бакалавра в области безопасности и технических областях, если захотят продолжить свою трудовую деятельность. Сотрудники полиции должны пройти курсы повышения квалификации в Учебном Институте общественной безопасности и Университете Бахрейна, чтобы обеспечить себе продвижение по карьерной лестнице.
Стражи правопорядка также направляются за границу для прохождения полицейской подготовки в такие страны, как Соединенное Королевство Великобритании и Северной Ирландии (Колледж полицейского персонала в Брамшилле, Военная академии Сандхерста, Университет Лестера, другие полицейские колледжи подготовки сотрудников для воздушных сил, охраны морского побережья, гражданской обороны и пожарной службы), США (ФБР), Франция, Тайвань, Египет, Иордания, США, Саудовская Аравия (Колледж безопасности Короля Фахада, Найефская Академия безопасности) и Кувейт. По окончании обучения офицерам присваивается степень бакалавра в области безопасности.
В соответствии с планом подготовки кадров на 2002 год Учебное управление полиции Бахрейна, в сотрудничестве с другими управлениями, проводило сорок различных курсов для офицеров и двадцать семь курсов для других рангов полиции. Офицерские курсы включали в себя занятия, которые классифицировались в соответствии с навыками работы (написание отчетов, владение оружием и приемам самозащиты), технические курсы (по классификации дактилоскопии, а также ареста и идентификации), курсы управления (базовый менеджмент, расширенный менеджмент и кризис-менеджмент), право (законы, связанные с арестом и обыском), расследование (методы расследования преступлений), места происшествий, фальшивомонетничество и подделка документов, а также личные дела курсов (вопросы кадрового обеспечения и развития человеческих ресурсов). Кроме того, предлагались курсы повышения квалификации.
Таким образом, подготовка сотрудников полиции в Бахрейне направлена на развитие способностей и стандартов работы, совершенствование навыков обучения, изменение установок и усиление рефлексивных процессов мышления о природе своих поступков. Достижение обучающимися навыков происходит на основе совершенствования базовых знаний.